# Brunnhartshausen
Brunnhartshausen település Németországban, azon belül Türingiában. Lakosainak száma 348 fő (2017. december 31.). Brunnhartshausen Kaltennordheim és Zella/Rhön községekkel határos.

## Népesség
A település népességének változása:

| 2015 | 378 |
| 2017 | 348 |